# ZAC Dupleix
La ZAC Dupleix est une zone d'aménagement concerté située dans le 15e arrondissement de Paris.

## Situation et accès
Le périmètre de la ZAC Dupleix est délimité par les rues Desaix et Daniel-Stern, la place Dupleix, la rue de Presles, l'impasse de Presles et le fond des limites de propriété de la cité Morieux. Elle englobe le terrain   de l’ancienne caserne Dupleix et deux petites parcelles mitoyennes situées no 20, rue Daniel-Stern et no 48, rue de la Fédération.
La ZAC Dupleix est desservie par la ligne 6 du métro à la station Dupleix.

## Historique
D'une superficie de 4,9 hectares environ, la « ZAC Dupleix » a été créée par délibération du Conseil de Paris du 26 juin 1989 et le Plan d'aménagement de zone (PAZ) a été approuvé le 19 février 1990.
L'aménagement et la construction de la ZAC ont été confiés en 1990 à la Société d'économie mixte d'équipement et d'aménagement du 15e  arrondissement (SEMEA 15) devenue en 2007 la SemPariSeine.
Par délibération du Conseil municipal de Paris des 13 et 14 décembre 2004 la « ZAC Dupleix » est supprimée.

## Équipements et logemements
Le programme de la ZAC Dupleix a permis la réalisation de 1 769 et d'environ 5 000 m² de commerces, services et activités.

Plusieurs équipements publics ont été réalisés :
- une crèche, place Dupleix ;
- un gymnase, place Dupleix ;
- le jardin Nicole-de-Hauteclocque ;
- la rue George-Bernard-Shaw qui relie les rues Daniel-Stern et Desaix ;
- la rue Edgard-Faure qui relie la place Dupleix à la rue Desaix ;
- un bureau de poste, rue Desaix.